# پانکراتیت
پانکراتِیت یعنی التهاب لوزالمعده (پانکراس). پانکراتِیت یا به صورت حاد بروز می‌کند یا مزمن.

## پانکراتیت حاد
پانکراتیت حاد بسته به خصوصیات اپیدمیولوژیک مناطق مختلف علل متفاوتی دارد. در کشور آمریکا و تعدادی از کشورهای اروپایی اکثر موارد پانکراتیت حاد به دنبال مصرف الکل است، در ایران اغلب موارد (۵۰٪ موارد) پانکراتیت حاد ناشی از سنگ‌های صفراوی است. بیشترین شیوع سنی در گروه سنی ۵۰–۴۱ سال است. مرگ و میر پانکراتیت حاد حدود ۱۰٪ است. علائم پانکراتیت حاد عبارتند از درد شکمی شدید، تهوع، استفراغ، تعریق، درد عضلانی، تورم و نفخ شکم، بی‌حالی، تب، افت فشارخون و حتی شوک.

## پانکراتیت مزمن
پانکراتیت مزمن معمولاً در پی حملات مکرر پانکراتیت حاد بروز می‌کند زیرا لوزالمعده در بین حملات کاملاً بهبود نمی‌یابد. لوزالمعده در جریان این عارضه، به تدریج توانایی تولید آنزیم‌های گوارشی و هورمون‌های ضروری مانند انسولین را از دست می‌دهد. التهاب پانکراس ناشی از خودهضمی بافت آن توسط آنزیم‌های پانکراس به ویژه تریپسین می‌باشد. علایم پانکراتیت ممکن است به صورت دردهای مداوم یا متناوب در ناحیه فوقانی شکم احساس شوند (علایم با غذاخوردن تشدید می‌شود و دوره‌های درد گاه یک هفته طول می‌کشد). تهوع، استفراغ، اتساع شکم، زردی (یرقان)، اسهال چرب و کاهش وزن.

## علل پانکراتیت
الکلیسم مزمن، بیماری‌های مجاری صفراوی، سنگ کیسه صفرا، تومورها، ضربه یا جراحی شکم، مصرف بعضی از داروها (مانند گروه سولفا، کلروتیازید یا داروهای کورتونی)، بعضی از عفونت‌ها مانند عفونت ویروسی اوریون، هیپرلیپیدمی، هیپرپاراتیروئیدی، واسکولیت، هیپرکلسمی (میزان بی‌کار حد کلسیم در خون)، پی‌آمد عمل ERCP، نارسایی مزمن کلیه و دیالیز.

## تشخیص
بجز علائم بالینی، در آزمایشگاه ممکن است افزایش آمیلاز سرم، کاهش کلسیم، لکوسیتوز، پروتئینوری، هیپرگلیسمی، بالا رفتن لیپاز، فسفولیپاز A و تریپسین خون، افزایش LDH و واوره خون را داشته باشیم. آمیلاز سرم معمولاً ولی نه همیشه در پانکراتیت بالاست (به خصوص در پانکراتیت حاد صفراوی). ۳–۲ ساعت بعد از شروع پانکراتیت حاد، آمیلاز افزایش یافته و بعد از۱۰–۳ روز به حد نرمال بر می‌گردد، آمیلاز ادرار و مایع صفاقی ممکن است با میزان و مدت زمان بیشتری بالا باشند.
گاهی اسکن رادیوایزوتوپ، رادیوگرافی شکم، سی تی اسکن یا سونوگرافی لوزالمعده و آندوسکوپی مفید می‌باشد.

## درمان
درمان پانکراتیت حاد غیر صفراوی عبارتست از دادن استراحت کامل به لوله گوارش (نخوردن هیچ گونه غذا و مایعات)، اغلب برقراری تغذیه وریدی، بستری در بیمارستان و کنترل عفونت احتمالی. پانکراتیت حاد در ۱۰٪ موارد به درمان پاسخ نداده و کشنده‌است. معمولاً دادن مسکن و داروهای آنتی اسید ضروری است.
بعد از کنترل درد و تهوع در بیمار، رژیم مصرف غذاهای زود هضم و کم چرب شروع می‌شود. وعده‌های کم حجم و متعدد قابل تحمل‌تر خواهند بود. وقتی فرد بیمار اجازه غذا خوردن یافت، ممکن است مکمل غذایی با آنزیم‌های پانکراس برای درمان اسهال چرب ضروری باشد. مصرف الکل باید قطع شود.
در پانکراتیت حاد صفراوی درمان رایج، انجام فوری کلانژیوپانکراتوگرافی رتروگراد به وسیله آندوسکوپ (ERCP) به همراه اسفنگتروتومی به وسیله آندوسکوپ (ES) و در نهایت انجام کوله‌سیستکتومی انتخابی به روش لاپاراسکوپی است. در بعضی موارد خاص سایر روش‌های درمانی همانند کله سیستکتومی از راه پوست (Percutaneous) و تخلیه و درناژ مایع تجمع یافته از راه پوست نیز انجام می‌شود. این روش می‌تواند منجر به درمان موفق بیماران گردد. مرگ و میر و عوارض همراه ناچیز هستند.

## عوارض
نکروز، کیست کاذب، آبسه پانکراس، عفونت ثانویه باکتریایی لوزالمعده، عوارض ریوی و دیابت و کمبود مزمن کلسیم از عوارض پانکراتیت می‌باشند. در موارد بروز عوارض اغلب سطح سرمی آمیلاز بالا باقی می‌ماند. پانکراتیت حاد هموراژیک نکروزان اغلب خطرناک است.